# Daniella Pellegrini

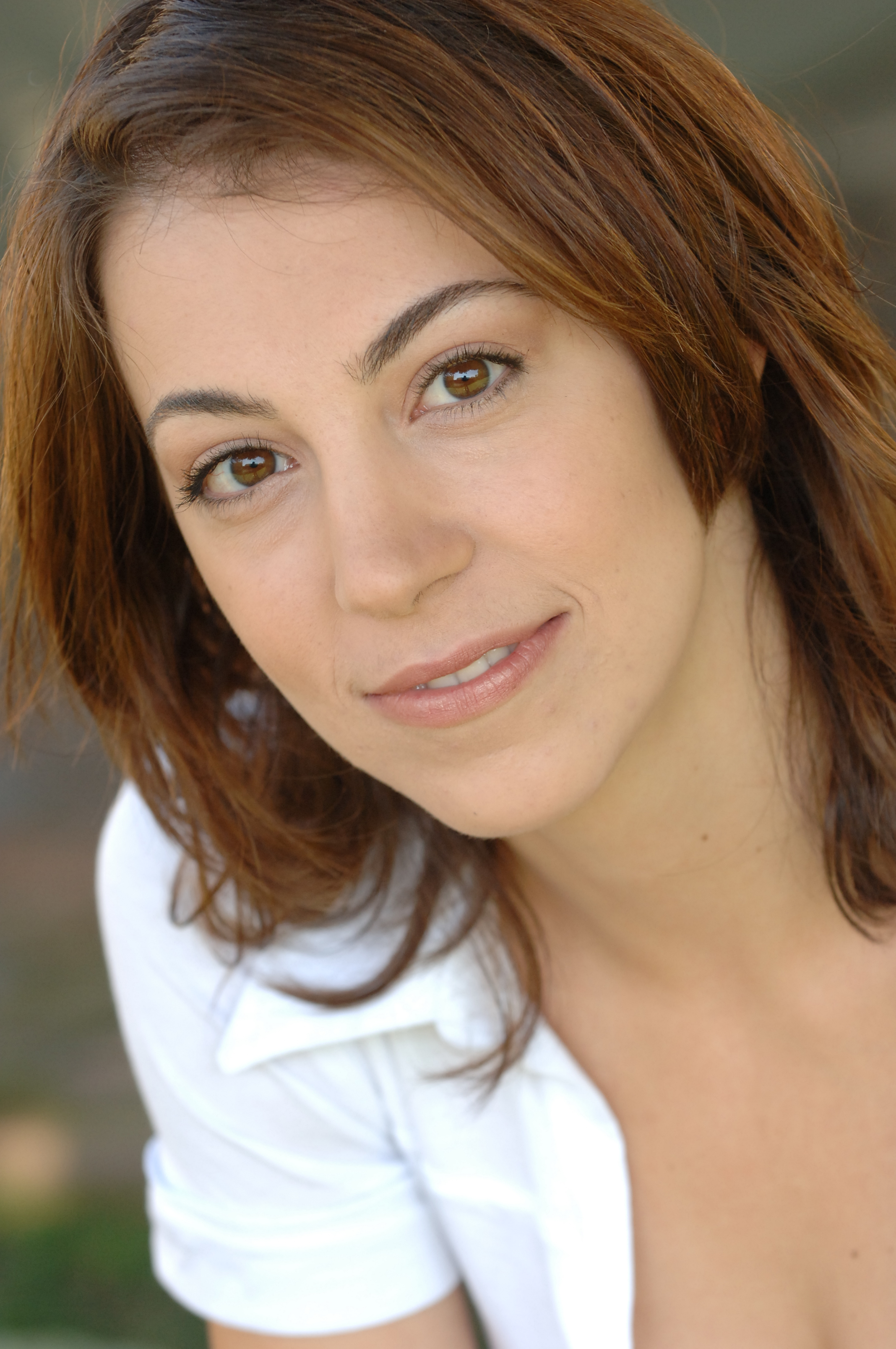
Daniella Pellegrini

Daniella Pellegrini là một người dẫn chương trình, nhà sản xuất và lồng tiếng truyền hình Nam Phi.

## Đầu đời
Pellegrini được sinh ra ở Johannesburg, Nam Phi và là con cuối cùng trong bốn người con. Cô học tại trường tiểu học Rivonia nơi cô bắt đầu diễn kịch trong trường và sau đó học trung học tại Eden College ở Hyde Park. Trong suốt sự nghiệp ở trường, Pellegrini là một vận động viên thể dục dụng cụ và nhảy cầu, đại diện cho Nam Phi trên toàn thế giới trong suốt một thập kỷ. Pellegrini tiếp tục học bằng truyền thông tại Đại học Rand Af Nam, nơi cô học chuyên ngành Báo chí, Nghiên cứu Phong trào Con người và Truyền thông.

## Sự nghiệp

### Thể dục dụng cụ
Pellegrini bắt đầu tập thể dục & nhảy cầu từ năm ba tuổi và có một sự nghiệp thuận lợi trong 16 năm. Đến năm 7 tuổi, Pellegrini được chọn tham gia Chương trình phát triển nâng cao, được thành lập để chải chuốt và phát triển thế hệ vận động viên Olympic tiếp theo. Trong khi tập luyện như một vận động viên thể dục nghệ thuật toàn diện, khả năng tự nhiên của Daniella bắt đầu được thể hiện và vào năm 1992, Pellegrini đủ điều kiện tham dự Giải vô địch thế giới lần thứ 11 của Tumbled & Trampoline.
Do chính phủ Apartheid và áp lực quốc tế, Nam Phi đã bị loại khỏi các cuộc thi thể thao quốc tế trong gần một thập kỷ và Pellegrini, bên cạnh những người nổi tiếng vĩ đại như Tseko Mogotsi, đã trở thành một trong những vận động viên đầu tiên gia nhập đội tuyển quốc gia Nam Phi, để nhận được màu Springbok và đại diện cho quốc gia trên trường quốc tế. Cô tiếp tục giành huy chương đồng tại Thế vận hội nhóm tuổi thế giới năm 1992 tại Auckland, New Zealand.
Trong suốt thập kỷ tiếp theo của cuộc thi ở cấp độ quốc tế, Pellegrini đã đại diện cho quốc gia của cô trong đội tuyển quốc gia Nam Phi 8 lần. Cô đã đạt được nhiều giải thưởng và trong suốt sự nghiệp thành công của mình, cô đã giành được 56 huy chương và 15 danh hiệu, trong đó lớn nhất là danh hiệu vô địch thế giới trong nhóm tuổi của cô vào năm 2001. Năm 2002, Pellegrini nhận được học bổng đại học dựa trên thành tích của cô.

## Sự nghiệp phát sóng

### Truyền hình
Sự nghiệp trên TV của Daniella bắt đầu vào năm 1999 khi cô tham gia truyền hình điện tử với tư cách là người dẫn chương trình truyền hình cho trẻ em trên Craz-e. Vào năm 2003, Pellegrini đã tham gia Vicy Delicious, một chương trình tạp chí phát trên DStv trên kênh 'GO', kênh thanh niên đầu tiên của Nam Phi. Pellegrini đã phỏng vấn các DJ nổi tiếng thế giới (Paul van Dyke, Paul Oakenprint, Ferry Corsten, Tim Deluxe) và các ban nhạc nổi tiếng như Sepultura. Trong thời gian cô tham gia chương trình hài của Daniella bao gồm nhảy bunji từ đỉnh thác Victoria, lặn biển ngoài khơi bờ biển Mozambique, lật máy bay trực thăng và trượt bè nước tại Zambia, diễn viên đóng thế cảnh bay, chèo thuyền máy bay phản lực, chụp lịch áo tắm cho FHM và đêm vui MTV.

### Radio
Năm 2002 khi đang học cử nhân và làm việc cho RAU Radio, Pellegrini đã tham gia 5FM Music trong một chương trình đào tạo DJ phát thanh mạnh mẽ sau khi được chọn từ 500 nguơì chơi trên toàn quốc gia. Cuối năm đó, Pellegrini đã giành vị trí á quân trong Cuộc thi Jocks âm thanh nổi Highveld 94,7, dựa trên phiếu bầu của công chúng. Vào cuối năm 2002, Pellegrini đã được đề nghị cùng dẫn một chương trình phát thanh trên Edgars Music Radio. Năm 2003, Pellegrini đã được chọn làm người dẫn chương trình chính trên CNA Live. Năm 2004, Pellegrini đã ký hợp đồng với 94,7 Highveld Stereo  với tư cách là người dẫn chương trình. Năm 2006 khi Pellegrini chuyển đến London, cô gia nhập đài phát thanh trực tuyến Radio SA.